# Дженнингс (округ)
Дже́ннингс (англ. Jennings County) — округ в штате Индиана, США. Официально образован в 1817 году. По состоянию на 2010 год, численность населения составляла 28 525 человек.

## География
По данным Бюро переписи США, общая площадь округа равняется 979,902 км2, из которых 975,343 км2 суша и 4,558 км2 или 0,470 % это водоёмы.

## Население
По данным переписи населения 2000 года в округе проживает 27 554 жителей в составе 10 134 домашних хозяйств и 7 600 семей. Плотность населения составляет 28,00 человек на км2. На территории округа насчитывается 11 469 жилых строений, при плотности застройки около 12,00-ти строений на км2. Расовый состав населения: белые — 97,45 %, афроамериканцы — 0,75 %, коренные американцы (индейцы) — 0,21 %, азиаты — 0,26 %, гавайцы — 0,00 %, представители других рас — 0,21 %, представители двух или более рас — 1,11 %. Испаноязычные составляли 0,70 % населения независимо от расы.
В составе 36,40 % из общего числа домашних хозяйств проживают дети в возрасте до 18 лет, 60,70 % домашних хозяйств представляют собой супружеские пары проживающие вместе, 9,50 % домашних хозяйств представляют собой одиноких женщин без супруга, 25,00 % домашних хозяйств не имеют отношения к семьям, 20,60 % домашних хозяйств состоят из одного человека, 8,20 % домашних хозяйств состоят из престарелых (65 лет и старше), проживающих в одиночестве. Средний размер домашнего хозяйства составляет 2,67 человека, и средний размер семьи 3,07 человека.
Возрастной состав округа: 27,70 % моложе 18 лет, 8,20 % от 18 до 24, 30,40 % от 25 до 44, 23,00 % от 45 до 64 и 23,00 % от 65 и старше. Средний возраст жителя округа 35 лет. На каждые 100 женщин приходится 98,80 мужчин. На каждые 100 женщин старше 18 лет приходится 96,90 мужчин.
Средний доход на домохозяйство в округе составлял 39 402 USD, на семью — 42 519 USD. Среднестатистический заработок мужчины был 30 377 USD против 21 023 USD для женщины. Доход на душу населения составлял 17 059 USD. Около 6,00 % семей и 9,20 % общего населения находились ниже черты бедности, в том числе — 10,00 % молодежи (тех, кому ещё не исполнилось 18 лет) и 11,80 % тех, кому было уже больше 65 лет.